# Rajd Lyon-Charbonnières-Stuttgart-Solitude 1970
Rajd Lyon-Charbonnières-Stuttgart-Solitude 1970 (23. Rallye Lyon-Charbonnières-Stuttgart-Solitude) – 23 edycja rajdu samochodowego Rajd Stuttgart Lyon-Charbonnières Solitude rozgrywanego we Francji. Rozgrywany był od 13 do 15 marca 1970 roku. Była to pierwsza runda Rajdowych Mistrzostw Europy w roku 1970, druga runda Rajdowych Mistrzostw RFN oraz trzecia runda Rajdowych Mistrzostw Francji.

## Klasyfikacja rajdu
| Miejsce                      | Kierowca                     | Pilot                        | Samochód                     | Czas                         | Strata                       |                              |
| Klasyfikacja generalna i ERC | Klasyfikacja generalna i ERC | Klasyfikacja generalna i ERC | Klasyfikacja generalna i ERC | Klasyfikacja generalna i ERC | Klasyfikacja generalna i ERC | Klasyfikacja generalna i ERC |
| ---------------------------- | ---------------------------- | ---------------------------- | ---------------------------- | ---------------------------- | ---------------------------- | ---------------------------- |
| 1.                           | Jean-Claude Andruet          | David Stone                  | Alpine-Renault A110 1600     | 3:00:40                      | 0.0                          |                              |
| 2.                           | Claude Haldi                 | Eric Chapuis                 | Porsche 911 S                | 3:15:01                      | +14:21                       |                              |
| 3.                           | Jacques Henry                | Fred Stalder                 | Alpine-Renault A110 1600     | 3:16:56                      | +16:16                       |                              |
| 4.                           | Achim Warmbold               | Wulf Biebinger               | Opel Kadett Rallye           | 3:23:14                      | +22:34                       |                              |
| 5.                           | Helmut Bein                  | Hans-Christoph Mehmel        | BMW 2002 Ti                  | 3:33:25                      | +32:45                       |                              |
| 6.                           | Roland Charriere             | Yannick Castel               | Alpine-Renault A110 1600     | 3:33:26                      | +32:46                       |                              |
| 7.                           | Jean Ragnotti                | Pierre Thimonier             | Opel Kadett Rallye           | 3:34:44                      | +34:04                       |                              |
| 8.                           | Bernard Palayer              | Sylvie Denis                 | BMW 2002 Ti                  | 3:36:15                      | +35:35                       |                              |
| 9.                           | Aimé Dirand                  | Bernard Vautrin              | BMW 2002 Ti                  | 3:36:53                      | +36:13                       |                              |
| 10.                          | Marie-Claude Beaumont        | Martine de la Grandrive      | Opel Kadett B                | 3:42:56                      | +42:16                       |                              |